# Baths Island
Baths Island est une petite île de la Tamise en Angleterre.

## Description
Il s'agit d'une île fluviale, inhabitée et recouverte d'arbres, située entre Eton Wick (en) et Windsor, dans le Berkshire. L'île est traversée par le pont ferroviaire de Windsor (Windsor Railway Bridge (en)).